# Бук-Велетень (пам'ятка природи)
Бук-Ве́летень — ботанічна пам'ятка природи місцевого значення в Україні. Об'єкт розташований на території Луцького району Волинської області, на північний схід від села Бужани. 
Площа 0,01 га. Статус присвоєно згідно з рішенням Волинської обласної ради депутатів трудящих від 11.07.1972 року № 255 «Про віднесення окремих пам’яток природи місцевого значення області до нової категорії заповідності». Перебуває у віданні філії «Володимир-Волинське лісомисливське господарство», Ново-Зборишівське лісництво, кв. 145, вид. 38. 
Статус присвоєно для збереження одного екзампляра бука лісового віком бл. 200 років, який зростає серед лісового масиву (дуб, сосна).